# Eugen Dühring
Eugen-Karl Dühring, dit Eugen Dühring, né le 12 janvier 1833 à Berlin et mort le 21 septembre 1921 à Nowawes (Potsdam-Babelsberg), est un philosophe et économiste allemand.

## Biographie
Dühring a étudié le droit de 1856 à 1859 et étudié la philosophie à l'université de Berlin de 1864 à 1877. Il a contribué à faire connaître Auguste Comte en Allemagne. Il était un critique inflexible dont les cibles incluent le militarisme, le marxisme, la religion, le judaïsme et les universités. C'était un savant polyvalent, qui a écrit des traités sur la philosophie, l'économie, les mathématiques, la physique, et la littérature. À partir de 1880, il multiplie les écrits antisémites à prétention scientifique.
Dühring a maintenu le point de vue optimiste d'après lequel les hommes possèdent des instincts qui engendrent naturellement de la sympathie envers autrui. Cette attitude a conduit certains critiques à qualifier son socialisme de trop utopique. La même notion, transférée à sa théorie économique, l'a amené à rejeter la notion de darwinisme social, c'est-à-dire d'une lutte constante pour l'existence parmi les hommes, au profit d'une « société libre », dans laquelle toutes les relations humaines fondées sur la puissance sont abolies.
Ses théories ont été critiquées par Friedrich Engels qui a écrit un essai intitulé Monsieur E. Dühring bouleverse la science, plus connu sous le nom d'Anti-Dühring. Engels a notamment critiqué sa conception de la valeur, son système économique de communes qui n'abolirait pas complètement le mode de production capitaliste, mais aussi plus largement ses conceptions philosophiques. Nietzsche s'est moqué de lui dans Généalogie de la morale.

## Œuvres
- Kapital und Arbeit (1865)
- Der Wert des Lebens (1865)
- Natürliche Dialektik (1865)
- Kritische Geschichte der Philosophie (von ihren Anfängen bis zur Gegenwart) (1869)
- Kritische Geschichte der allgemeinen Principien der Mechanik (1872)
- Kursus der National und Sozialokonomie (1873)
- Kursus der Philosophie (1875), intitulé dans une deuxième édition : Wirklichkeitsphilosophie
- Logik und Wissenschaftstheorie (1878)
- Der Ersatz der Religion durch Vollkommeneres (1883).
- Die Judenfrage als Frage der Racenschädlichkeit für Existenz, Sitte und Cultur der Völker (1881, « La question juive comme question de la nocivité raciale pour l’existence, les coutumes et la culture des peuples »)